# Saint-Macaire (cépage)
Pour les articles homonymes, voir Saint-Macaire.
Le Saint Macaire N, est un cépage noir France.

## Origine et répartition
Il appartient à la famille des Carmenets. Il est originaire des palus du sud du vignoble de Bordeaux. 
Il n'a jamais quitté sa région d'origine et est aujourd'hui en voie de disparition puisqu'il est passé entre 1958 et 1994, de 200 à 2 ha.

## Étymologie et synonymie
Il tire son nom du port sur la Garonne de Saint-Macaire. Il a aussi été appelé moustouzère, moustère (moût visqueux ou raisin à baies molles) ou bouton blanc. (bourgeonnement cotonneux)

## Caractères ampélographiques
- Bourgeonnement cotonneux à liseré rosé.
- Jeunes feuilles duveteuses jaunâtres.
- Feuilles adultes cunéiformes à 3, 5 ou 7 lobes, sinus pétiolaire à fond en U et bords parfois chevauchants, sinus latéraux peu profonds, petites dents rectilignes ou convexes, limbe tourmenté et gaufré.
- Les grappes sont petites, ailées et lâches, et les baies moyenne et rondes.

## Aptitudes
- Culturales: Vigoureux et peu fertile, il nécessite une taille longue.
- Sensibilité: oïdium principalement.
- Technologiques: Il donne des vins très colorés mais peu acides et peu typés.